# Summerfield (Carolina del Nord)
Summerfield és una població dels Estats Units a l'estat de Carolina del Nord. Segons el cens del 2000 tenia 7.018 habitants.

## Demografia
Segons el cens del 2000, Summerfield tenia 7.018 habitants, 2.518 habitatges i 2.094 famílies. La densitat de població era de 100 habitants per km².
Dels 2.518 habitatges en un 41,8% hi vivien nens de menys de 18 anys, en un 74,4% hi vivien parelles casades, en un 6% dones solteres, i en un 16,8% no eren unitats familiars. En el 14% dels habitatges hi vivien persones soles el 4,8% de les quals corresponia a persones de 65 anys o més que vivien soles. El nombre mitjà de persones vivint en cada habitatge era de 2,78 i el nombre mitjà de persones que vivien en cada família era de 3,07.
Per edats la població es repartia de la següent manera: un 28,1% tenia menys de 18 anys, un 5,1% entre 18 i 24, un 30,5% entre 25 i 44, un 27,9% de 45 a 60 i un 8,4% 65 anys o més.
L'edat mediana era de 39 anys. Per cada 100 dones de 18 o més anys hi havia 97,2 homes.
La renda mediana per habitatge era de 71.738 $ i la renda mediana per família de 79.433 $. Els homes tenien una renda mediana de 51.838 $ mentre que les dones 32.798 $. La renda per capita de la població era de 33.116 $. Entorn del 2,5% de les famílies i el 3,8% de la població estaven per davall del llindar de pobresa.

## Poblacions més properes
El següent diagrama mostra les poblacions més properes.